# 比利·乔·阿姆斯特朗
比利·乔·阿姆斯特朗（Billie Joe Armstrong，1972年2月17日—）暱稱「比利·喬」（Billie Joe），美國搖滾樂團年輕歲月的主唱。

## 早年
比利·喬出生於奧克蘭，是六名兄弟中的老么。他的父親Andy Armstrong於"Safeway"內當貨車司機，他也是一名鼓手。他於1982年9月10日因癌症去世，當時Billie Joe只有十歲。而歌曲《Wake Me Up When September Ends》就是紀念他的父親。母親Ollie Jackson於加州一家名為"Rod's Hickory Pit"的餐廳當侍應。
Billie Joe五歲時便錄製了個人單曲「Look For Love」。十四歲時，Billie Joe寫了他的第一首歌《Why Do You Want Him》，內容有關他的母親和繼父，可見Billie Joe不太喜歡他的繼父。十五歲於中學遇上了現任貝斯手Mike Dirnt，兩人第一首練的歌是Ozzy Osbourne 的Crazy Train 初期他們多以重金屬音樂為主，後期卻因聽過Sex Pistols的《Holidays in the Sun》後開始轉為Punk。之後，與前任鼓手John Kriftmeyer組成「Sweet Children」。

## 早期
在15歲生日前一天，Billie Joe決定放棄學業，並專注音樂發展。Sweet Children於1990年更名為Green Day，取自日後收錄在樂團於1991年4月19日發行首張專輯1,039/smoothed out slappy hours裡的同名歌曲，起因是鼓手把GREEN DAY兩字印在衣服上，說「看起來像個樂團名字，我覺得我們應該叫GREEN DAY」, 而Bille Joe覺得「聽起來是個好主意」。同年John Kriftmeyer因學業因素決定退團，於是John告訴Tré Cool要他跟Billie聯絡，於是他加入擔任樂團鼓手。

## 其他
Billie Joe於十一歲時得到了他第一個電吉他「Blue」，時至今日，Billie Joe仍然使用這把吉他，並有幾個Blue的複製品。

## 羅訴韋德案事件
2022年6月24日，美國最高法院推翻了可保障婦女墮胎權的羅訴韋德案，引起了Billie Joe的強烈不滿。為表達對裁決的抗議，Billie Joe在倫敦體育場進行演唱會時當著觀眾面前使用粗言穢語大罵美國，並揚言要放棄美國國籍及搬到英國居住，同時也表示他不是在開玩笑，並向英國歌迷保證未來會經常遇見他。